# لمون تری
لمون تری (انگلیسی: Lemon Tree) شرکت مهمان‌نوازی هندی است، که در سال ۲۰۰۲ تأسیس شد.